# وليم بيلي ميتشل
وليم بيلي ميتشل
ولد وليم ميتشل بعد جيليو دوهيه بعشر سنوات وعاش بعد وفاة دوهيه لست سنوات، فكأنه قد ولد سنة 1879 ومات سنة 1936، وقد جند للمشاة سنة 1898 وحصل على رتبة عسكرية في الإشارة بعد وقت قصير، وخدم بآلاسكا وهو ضابط صغير حيث أقام جزءاً كبيراً من خط آلاسكا للبرق، وقد لعب تقديره لأهمية آلاسكا الإستراتيجية بخاصة وأهمية الدائرة القطبية بعامة، لعب دوراً هاماً في في تطوير تفكيره العسكري.
وكان له دوره الإيجابي في استخدام الراديو واستخدام النقل الميكانيكي في الجيش، وعندما اشتركت الولايات المتحدة في الحرب سنة 1917 حول إلى سلاح، وكان قد تعلم الطيران سنة 1916 وأرسل إلى أوروبا كمراقب قبل اشتراك أميريكا في الحرب.
واستمر يرتقي في سلاح الجو الأميريكي حتى تولى رياسته قبل انتهاء الحرب بأسابيع، فلما انتهت الحرب تجول بعض الوقت غي أرض أوروبا لدراسة حال الطيران في الدول الصديقة المتحالفة ودول الأعداء، فلما عاد إلى الولايات المتحدة من رحلته عين مساعد رئيس أركان حرب السلاح الجوي برتبة بريجادير جنرال المركز الذي ظل يشغله من سنة 1921 إلى سنة 1925.
وسببت محاولته لإيجاد سلاح جوي موحد مستقل عن الجيش والأسطول، ونقده العنيف لسياسة إدارتي الجيش والأسطول وإتهامهما بعدم الكفاية وبإهمال إجرامي بل وبخيانة الدفاع القومي، واتهام الضباط الذين يبعث بهم الجيش والأسطول إلى الكونجرس بأنهم يقدمون دائما معلومات غير كاملة ومضللة عن الطيران والسلاح الجوي، سبب هذا كله عرض قضيته على مجلس عسكري قضى بإدانته وحكم بوقفه عن عمله وحرمانه من رتبته لخمس سنوات،

## استقالته وإنصرافه للكتابة
واستقال ميتشل من الجيش في أول فبرلير سنة 1926 وأوقف السنوات العشر التي عاشها بعد ذلك للكتابة وإلقاء المحاضرات ومناقشة اللجان من أجل فكرته، فكرة إنشاء سلاح جوي مستقل والحملة على إدارتي الطيران المدني والعسكري في الولايات المتحدة، وعلى بحوث الطيران بل وصناعة الطائرات في الولايات المتحدة الأميريكية، مما اعتبره العامل الفعال لتأخر التطور الفني.
وكان الجنرال ميتشل زعيم الحملة لزيادة اعتبار السلاح الجوي في التنظيم العسكري الأميريكي، الحملة التي استمرت لست سنوات قبل استقالته من الجيش، وبقي اسمه وسيظل دائما رمزاً لهذه الحملة.

## مؤلفاته
ولد وليم ـ بيلي ـ ميتشل لأبوين أمريكيين، في مدينة نيس بفرنسا. وقد كتب ثلاثة كتب هي: قواتنا الجوية (1921م)؛ الدفاع المُجَنَّح (1925م)؛ المسالك الجوية (1930م).

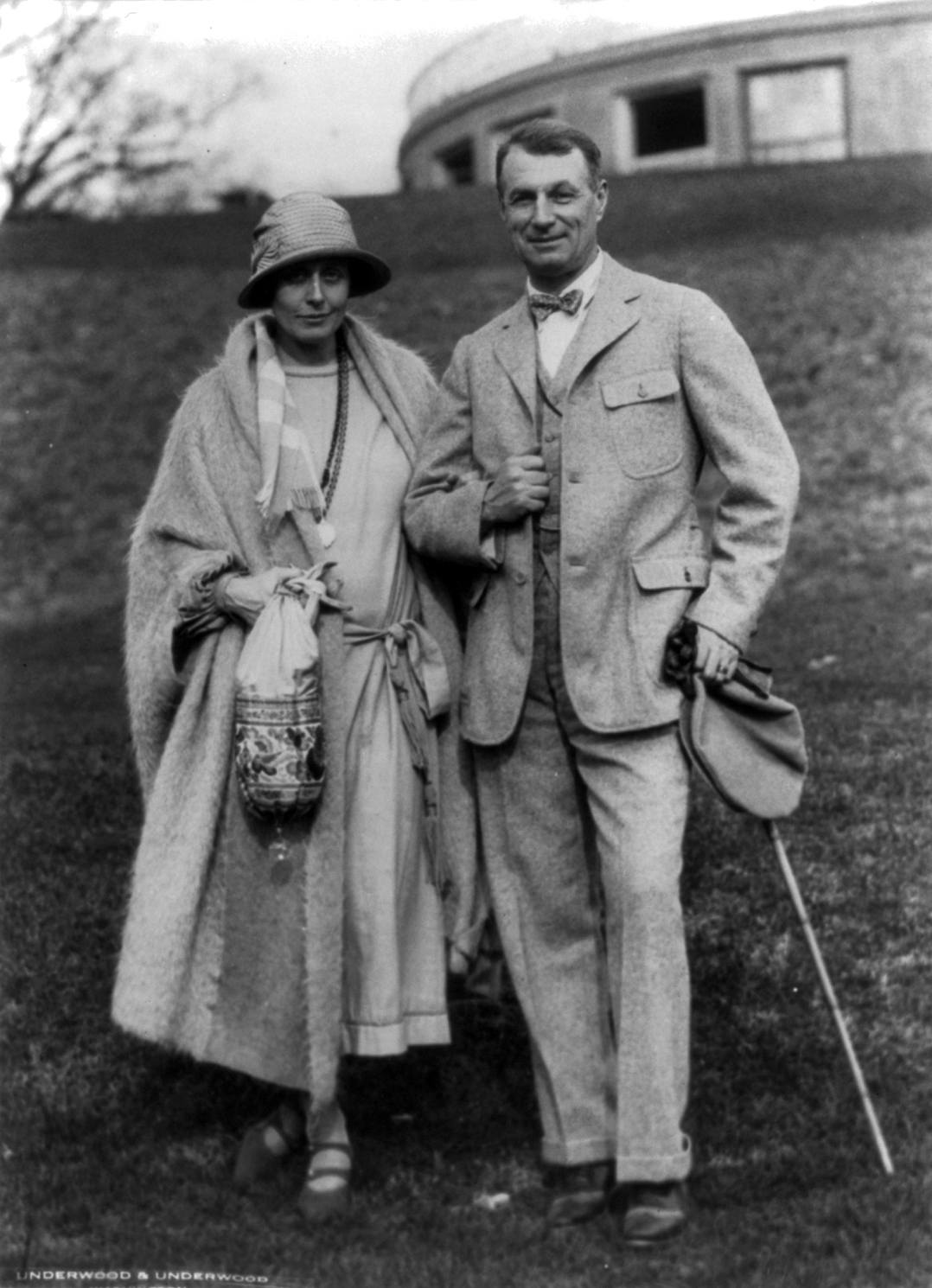
ميتشل وزوجته اليزابيث.

## روابط خارجية
- وليم بيلي ميتشل على موقع الموسوعة البريطانية (الإنجليزية)
- وليم بيلي ميتشل على موقع إن إن دي بي (الإنجليزية)

ميتشل، بيلي